# Caleidoscopio (album)
Caleidoscopio è un album della cantante Donatella Moretti pubblicato nel 1988 dalla Interbeat di Luigi Piergiovanni.

## Tracce
Lato A
1. Notte (Lazzari, Magelli, Piergiovanni, Felicetti)
2. Dolce indiana (Sementilli, Piergiovanni)
3. Svegliati Africa (Andreucci, Piergiovanni)
4. Un buon usato (Lazzari, Magelli, Piergiovanni, Santelli, Felicetti)
5. Dammi un domani (Sementilli, Piergiovanni)

Lato B
1. Donne di mare (Lazzari, Magelli, Piergiovanni)
2. Irene (Sementelli, De Luca)
3. Mi rimani in mente (Follica, Magurno)
4. Se va come va (Andreucci, Piergiovanni)